# Петер Зайзенбахер
Петер Зайзенбахер  (нім. Peter Seisenbacher, 25 березня 1960) — австрійський дзюдоїст, олімпійський чемпіон.

## Виступи на Олімпіадах
| Олімпіада         | Дисципліна        | Місце |
| ----------------- | ----------------- | ----- |
| Москва 1980       | середня категорія | 19T   |
| Лос-Анджелес 1984 | середня категорія | 1     |
| Сеул 1988         | середня категорія | 1     |

## Зовнішні посилання
- Досьє на sport.references.com [Архівовано 27 жовтня 2014 у Wayback Machine.]